# Albuñol
Albuñol là một đô thị trong tỉnh Granada, Tây Ban Nha. Theo điều tra dân số 2007 census, the city has a population of 6.270 người.